# 蒼き炎 (曲)
「蒼き炎」（あおきフランム）は、高橋洋子の19枚目のシングル。2006年10月25日にジェネオンエンタテインメントから発売された。

## 概要
- ジェネオンエンタテインメント移籍後4枚目となるシングル。
- 表題曲「蒼き炎」は、テレビアニメ『パンプキン・シザーズ』のオープニングテーマとして使用された[2]。
- 2006年12月22日に発売された『Pumpkin Scissors OST WONderful tracks I』にTVサイズが収録された[3]。フルサイズは2017年に発売された『YOKO SINGS FOREVER』に初めて収録された[4]。フルサイズはそれまで長らくアルバムに収録されず、シングルでしか聴けない状態が続いていた。

## 収録曲
（全作詞：高橋洋子）
1. 蒼き炎 [4:01]
作曲：大森俊之、編曲：shin-go
  - テレビアニメ『パンプキン・シザーズ』オープニングテーマ
2. Change [5:40]
作曲：高橋洋子、編曲：田代耕一郎
3. 蒼き炎 (instrumental) [4:00]
4. Change (instrumental) [5:38]

## 参加ミュージシャン
- プログラミング：shin-go（#1）、田代耕一郎（#2）
- エレクトリックギター：shin-go（#1）
- ギター：田代耕一郎（#2）
- ベース：岡雄三（#2）
- コーラス：たかはしごう（#1）
- Recorded & Mixed：ueken@mac.com（#1）、中越道夫（#2）

## 収録アルバム
| 曲名   | バージョン | 収録アルバム                                | 発売日         | 規格品番  | トラック番号 |
| ------ | ---------- | ------------------------------------------- | -------------- | --------- | ------------ |
| 蒼き炎 | TVサイズ   | 『Pumpkin Scissors OST WONderful tracks I』 | 2006年12月22日 | GNCA-1112 | #3           |
| 蒼き炎 | （原曲）   | 『YOKO SINGS FOREVER』                      | 2017年3月22日  | UPCY-7259 | #10          |

## カバー
| 曲名   | アーティスト | 収録アルバム | 発売日        | 規格品番 | トラック番号 |
| ------ | ------------ | ------------ | ------------- | -------- | ------------ |
| 蒼き炎 | IRON ATTACK! | 『ARTEMIS』  | 2014年5月14日 | MIA-036  | #3           |